# Фил Масинга
Филемон Раул Масинга (енгл. Philemon Raul Masinga; 28. јун 1969 — 13. јануар 2019) био је јужноафрички фудбалер.

## Биографија
Рођен је 28. јуна 1969. године у Клерксдорпу. Поникао је у млађим категоријама фудбалског клуба Кајзер чифс.
Дебитовао је 1990. за тим Џомо Космос, играо једну сезону, учествујући у 88 првенствених утакмица.
Након тога, од 1991. до 1997. године, играо је у клубовима Мамелоди Сандаунз, Лидс јунајтед, Санкт Гален и Салернитана.
Од 1997. године играо је за италијански Бари, где је провео наредне четири сезоне у каријери.
Завршио је играчку каријеру у клубу Ал-Вахда (Абу Даби), за који је играо у сезони 2001/02.
Године 1992. дебитовао је у званичним утакмицама за репрезентацију Јужне Африке. Одиграо је 58 утакмица за репрезентацију и постигао 18 голова, а са националним тимом је 1996. године освојио Куп афричких нација.
Масинга је преминуо 13. јануара 2019. године од рака у Јоханезбургу.